# Museo ferroviario di Roma
Il Museo ferroviario di Roma fu un'istituzione museale attiva dal 1954 al 1964.
Predisposto e di proprietà delle Ferrovie dello Stato, aveva la propria sede nel piano interrato della stazione Termini.
Dopo la sua chiusura parte del materiale in esso ospitato e i veicoli ferroviari che avrebbero dovuto costituire la sua sezione al vero furono destinati al Museo nazionale della scienza e della tecnologia Leonardo da Vinci di Milano e al Museo nazionale ferroviario di Pietrarsa.

## Storia
Le prime proposte di costituzione, come già fatto in altri Paesi europei ed extraeuropei, di un museo ferroviario italiano sono del 1905-1906, ma esse non ebbero seguito così come quelle susseguitesi fino agli anni venti.
In occasione delle esposizioni internazionali connesse all'inaugurazione del traforo del Sempione (Milano, 1906) e al cinquantenario del Regno d'Italia (Torino, 1911) vennero predisposte delle mostre di materiale ferroviario in cui furono esposti anche veicoli dell'epoca risorgimentale, restaurati e proposti quali termini di paragone con quelli più recenti. Essi non furono conservati, ma nel 1911 un funzionario del Servizio Personale e Affari generali delle Ferrovie dello Stato, il commendator Broglia, fu autorizzato a predisporre una collezione di apparecchi e oggettistica ferroviaria che fu ospitata in un magazzino della stazione di Roma Porta Portese. La collezione fu dispersa a causa del saccheggio del magazzino avvenuto durante la seconda guerra mondiale.
Dopo la prima guerra mondiale il dirigente delle Ferrovie dello Stato ingegner Bruno Bonazzelli, che fin dall'infanzia era un cultore di storia ferroviaria, si adoperò per far conservare apparecchi, oggetti e veicoli (in particolare le locomotive a vapore FS 205.007, 270.001, 310.068, 420.036, 540.008 e 816.012). Anche questo materiale fu perduto a causa della seconda guerra mondiale.
Nel 1945 il Bonazzelli volle celebrare la ricostruzione dell'Officina Apparati Centrali di Milano (dove aveva lavorato Achille Cardani), da lui propugnata e diretta, predisponendo una mostra storica di apparati di sicurezza e di segnali. Il successo della mostra fece aumentare il suo prestigio presso l'alta dirigenza delle FS e, insieme al citato Broglia, egli fu incaricato dall'ingegner Giovanni Robert di predisporre il museo ferroviario di Roma.
Perciò, nel novembre 1950, nell'ambito del Servizio Personale e Affari Generali delle Ferrovie dello Stato (il cui responsabile era l'ingegner Robert) fu istituita una Sezione Autonoma Documentazione incaricata di tutte le attività di divulgazione tra il pubblico di notizie e informazioni sulle ferrovie italiane, e tra l'altro di dare seguito all'organizzazione del museo. Il lavoro di allestimento ebbe inizio nel 1952-1953.

## Organizzazione e materiale esposto
Il museo, inaugurato il 4 luglio 1954, fu ubicato nel piano interrato della stazione di Roma Termini e occupò un'area di 1 280 m² (poi ampliata fino a 2 100 m²). Oltre alla riproduzione della locomotiva Bayard col suo treno, presentati nell'ingresso, vennero organizzate cinque sezioni espositive tematiche (dedicate agli Impianti di segnalamento e sicurezza, alle Opere civili, all'Armamento, all'Elettrificazione e ai Rotabili). Vennero anche predisposte una sezione iconografica e numismatica, una mostra di documenti d'archivio e di pubblicazioni, una saletta per la proiezione di documentari e fu esposto il plastico realizzato nel 1937 da Gino Minucciani e collaboratori. Veniva così configurato un museo inteso come centro di divulgazione e non di sola conservazione.
Per la ricchezza delle collezioni e per la sua ubicazione il museo fu visitato da centinaia di migliaia di persone. Sfortunatamente, l'impossibilità di ampliarlo e di trovare a Roma una località dove realizzare la sezione dei veicoli al vero, che rimasero ospiti del deposito locomotive di Roma Smistamento, nel 1964 spinse infine la dirigenza FS a chiuderlo e ad accogliere l'invito del Museo nazionale della scienza e della tecnica "Leonardo da Vinci" a trasferire a Milano, nella sua sezione "Trasporti ferroviari" che fu inaugurata il 14 giugno 1969, parte del materiale rotabile destinato al museo romano. Gli altri veicoli (qualcuno, per ignoranza, fu demolito) furono ospitati nel deposito locomotive di Merano e infine andarono a costituire la collezione del Museo nazionale ferroviario di Pietrarsa.

### Riferimenti
1. ↑  Guadagno, p. 38.
2. ↑  Guadagno, pp. 38-39.
3. ↑  Ministero dei Trasporti. Ferrovie dello Stato, Relazione per gli anni finanziari 1949-50, 1950-51, 1951-52, 1952-53, vol. 1°. Testo, Roma, Ferrovie dello Stato, 1957, p. 26 e 29
4. ↑  Guadagno, pp. 39-40.
5. ↑  Guadagno, p. 40.
6. ↑  Guadagno, pp. 40-41.